# Stanislaw Nikolajewitsch Oschtschepkow
Stanislaw Nikolajewitsch Oschtschepkow (russisch Станислав Николаевич Ощепков, * 21. März 1989 in Perm) ist ein ehemaliger russischer Skispringer.

## Werdegang
Oschtschepkow, der für den Skiclub in Perm startet, gab sein internationales Debüt zur Saison 2006/07 im Skisprung-Continental-Cup sowie parallel im FIS-Cup. Am 12. Januar 2007 gelang ihm mit einem 30. Platz in Sapporo auf der Miyanomori-Schanze erstmals der Gewinn eines Continental-Cup-Punktes. Auch in den beiden weiteren Springen auf der Ōkurayama-Schanze gewann er Punkte. Nachdem er in den weiteren Winterspringen weitgehend erfolglos war, belegte er am Ende den 103. Platz in der Gesamtwertung. Im Sommer-Continental Cup 2007 konnte er in Velenje und Lillehammer einzelne Punktgewinne verzeichnen. Die Winter-Continental-Cup-Saison 2007/08 beendete er ohne Punktgewinne und ohne Platzierung in der Gesamtwertung. Bei den Russischen Meisterschaften 2008 in Nischni Tagil gewann Oschtschepkow mit der Mannschaft die Goldmedaille.
Im Sommer-Continental Cup 2008 blieb er erneut erfolglos. Nur im FIS-Cup erreichte er gute Platzierung, darunter ein sechster Platz auf den Štrbské Pleso-Schanzen im gleichnamigen Štrbské Pleso. Die Saison 2008/09 begann ähnlich erfolglos wie die Vorsaison. Auch im Verlauf der ersten Continental-Cup-Springen bis zu den Nordischen Junioren-Skiweltmeisterschaften 2009 in Štrbské Pleso war er weit entfernt von Punkten und guten Platzierungen. Bei der Junioren-WM erreichte er mit der russischen Mannschaft den 15. Platz im Teamwettbewerb. Von der Normalschanze sprang er auf den 30. Platz.
Auch nach der Junioren-Weltmeisterschaft blieb Oschtschepkow im Continental Cup ohne nennenswerte Platzierungen. Erst am 14. März 2009 sprang er in Pragelato wieder in die Punkteränge. In Kuusamo eine Woche später verpasste er überraschend mit dem 11. Platz eine Platzierung unter den besten zehn nur knapp. Am Ende stand er in der Gesamtwertung mit 39 Punkten auf dem 105. Platz. Nachdem er im Sommer und Herbst 2009 nur selten Punkte gewonnen hatte, erhielt er im Rahmen der FIS-Team-Tour 2010 in Klingenthal einen Startplatz bei der Qualifikation zum Skisprung-Weltcup in Klingenthal. Dabei verpasste er jedoch die Qualifikation. Für das Weltcup-Springen in Willingen konnte er sich mit Platz 37 deutlich qualifizieren, verpasste aber mit Platz 43 im ersten Durchgang seine ersten Weltcup-Punkte. Im Team-Weltcup in Willingen erreichte er mit dem russischen Team den 12. Platz.
Bei den Russischen Meisterschaften 2010 erreichte Oschtschepkow von der Normalschanze die Silbermedaille. Von der Großschanze wurde er Sechster. Kurz darauf erhielt er einen Startplatz bei der Skiflug-Weltmeisterschaft 2010 in Planica. Mit der Mannschaft erreichte er Platz neun, nachdem er im Einzelspringen Platz 33 erreichte.
Am 25. September 2010 erreichte Oschtschepkow im kasachischen Almaty mit Platz 9 nach mehreren Misserfolgen wieder eine vordere Platzierung im Continental Cup. Dies blieb jedoch bis zu seinem letzten Continental Cup am 15. September 2012 in Tschaikowski auf der Sneschinka seine einzige Punkteplatzierung im Continental Cup seit Anfang 2010. Die Saison 2011/12 beendete er auf dem 108. Platz der Gesamtwertung.

## Statistik

### Continental-Cup-Platzierungen
| Saison  | Platz | Punkte |
| ------- | ----- | ------ |
| 2006/07 | 103.  | 18     |
| 2007/08 | 154.  | 07     |
| 2008/09 | 121.  | 39     |
| 2009/10 | 120.  | 29     |
| 2010/11 | 115.  | 36     |
| 2012/13 | 164.  | 07     |